# Frigyes Mezei
Frigyes Mezei (deutsch Friedrich Wiesner; * 26. September 1887 in Mór; † 27. März 1938 in Budapest) war ein ungarischer Sprinter.
Bei den Olympischen Spielen 1908 in London schied er über 100 und 200 Meter im Vorlauf aus. In der olympischen Staffel gewann er mit der ungarischen Mannschaft in der Besetzung Pál Simon, Mezei, József Nagy und Ödön Bodor die Bronzemedaille.
1912 erreichte er bei den Olympischen Spielen in Stockholm über 200 und 400 Meter das Halbfinale. In der 4-mal-400-Meter-Staffel schied er mit dem ungarischen Team in der Vorrunde aus.
1910 wurde er über 220 Yards, 1910, 1913 und 1914 über 440 Yards ungarischer Meister.